# بخش یونین (شهرستان لیکینگ، اوهایو)
بخش یونین (به انگلیسی: Union Township) یک منطقهٔ مسکونی در ایالات متحده آمریکا است که در شهرستان لیکینگ، اوهایو واقع شده‌است.
 بخش یونین ۱۰۹٫۵ کیلومتر مربع مساحت و ۸٬۷۸۳ نفر جمعیت دارد و ۲۷۴ متر بالاتر از سطح دریا واقع شده‌است.